# Gradowo (Ruta)
Gradowo (niem. Althagel) – przysiółek osady Ruta w Polsce położony w województwie warmińsko-mazurskim, w powiecie kętrzyńskim, w gminie Barciany. Wchodzi w skład sołectwa Gęsie Góry.
W latach 1975–1998 przysiółek administracyjnie należał do województwa olsztyńskiego.